# 基本能力
“基本能力”是2007年以来山东省教育体系施行新课程标准高考后，在高考中除语文、数学、外语、文（理）科综合外，新加入的一门必考科目。它测试范围广泛、贴近生活，旨在推进“素质教育”，让学校按照课程标准开全课程。

## 背景
中国大陆的教育由于应试化严重，导致许多学生为高考而只学习应试科目；甚至有些学校更因应付高考而多开设数学英语等高考必考科目而放弃体育美术音乐等“不重要”的科目。（山东省作为一个人口大省，教育竞争尤为明显，这种情况就更为严重。以至于同学在社会上根本不懂得一些基本的常识。）广东、山东、海南和宁夏4个省区为此率先开展新课程标准的设立，在课程中突出能力的培养。而山东省最明显的课程改革措施就是开设了“基本能力”。

## 考试形式
笔试、闭卷、时间120分钟。总分100分，以考生实际得分的60%计入高考总分。

## 考试范围
“基本能力”以“基本”和“能力”为出发点，打破学习领域和学科界限；用题组的形式对各领域进行考查。
这六大领域具体包括：
1. 技术（设计、计算机学）
2. 艺术（音乐、美术）
3. 体育（运动常识、生理卫生）
4. 实践（社会调查、数据数学分析）
5. 人文（政治、历史、地理）
6. 科学（物理、化学、生物）

## 例题
- “知之为知之，不知Google知。”一同学在谈Google在生活学习中的作用时如是说。过去人们习惯于去图书馆查阅资料，而现在人们越来越多地依赖于网络。Internet的检索工具有很多，如果不用Google搜索引擎，下列可以替代的是（  ）。

A. QQ、Email   B. Word、WPS C. 百度、Yahoo   D. Photoshop、Flash
- 美丽的奥地利诞生过许多著名的音乐家,“艺术歌曲之王”舒伯特就是其中之一。他的叙事歌曲《魔王》通过叙事者的旁观、父亲的焦急、儿子的恐惧、魔王的诱惑等，将人带入一种紧张、危急的情绪中。下列歌曲中不属于这首歌曲的特点的是（  ）。

A. 根据文学家诗作创作而成
B. 是一首齐唱、轮唱、合唱曲
C. 有精心编配的钢琴伴奏
D. 对演唱技术有较高要求

## 影响
基本能力这门科作为一门高考新科目，受着不同的评价。

### 正面影响
使学校都开设了相关的课程，甚至配备了专门负责教授“基本能力”的老师。有教育专家指出，此举对促进素质教育发展具有强大的指引作用。

### 负面影响
有人认为，其初衷是值得肯定的，但在现行的高考制度下，如信息技术、体育、艺术等科目通过笔试来加以衡量，会将学生的学习重新引向死记硬背的应试状态，加重学生本来就已经过重的学业负担。

## 走向结束
基本能力考试是从2007年开始施行，到2013年，已经走过了7个年头，而2013年也是山东高考最后一次采用”3+X+1“，到了2014年，山东高考取消了”1“——基本能力测试，采用传统的”3+X“模式。